# Delta (Wisconsin)
Delta – miasto w Stanach Zjednoczonych, w stanie Wisconsin, w hrabstwie Bayfield.